# Miley Cyrus: Live at The O2
Miley Cyrus: Live at the O2 é um DVD ao vivo da cantora, compositora e atriz Miley Cyrus, lançado primeiramente na Alemanha, no dia 18 de junho de 2010, junto a Deluxe Edition do CD Can't Be Tamed, 3º álbum da carreira de Miley. As imagens do DVD foram filmadas entre os dias 13 e 20 de dezembro de 2009, na fase final da Wonder World Tour, turnê de Cyrus do mesmo ano. O show da The O2 Arena, que é o conteúdo principal entre as imagens, traz 19 performances ao vivo.

## Faixas
1. Hello London/Wanna Hear My Fingers Crack? - 6:19
2. Breakout - 3:59
3. Start All Over - 3:46
4. 7 Things - 3:44
5. Kicking and Screaming - 3:27
6. It's More About the Music Here - 2:07
7. Bottom Of The Ocean - 3:34
8. You Have To Buy It - 4:40
9. Fly On the Wall - 3:14
10. Let's Get Crazy - 3:31
11. Hoedown Throwdown - 1:38
12. Not Sure If The Queen Jams Out - 3:29
13. These Four Walls - 3:42
14. I Don't do Hats - 2:55
15. When I Look at You - 4:21
16. Obsessed - 4:10
17. The Show Can't Go On/Back Stage at the O2 - 1:32
18. Spotlight - 3:40
19. G.N.O. (Girl's Night Out) - 4:13
20. I Love Rock N' Roll - 3:35
21. Party in the U.S.A. - 4:30
22. Hovering (Participação Especial de Trace Cyrus (irmão de Miley) e da Banda Metro Station (com o outro irmão de Miley, Braison Cyrus, na guitarra) ) - 2:31
23. This is How We Roll (Participação Especial de Mitchel Musso) - 3:08
24. Simple Song - 4:57
25. See You Again - 4:45
26. The Climb - 5:32
27. End Credits - 2:35

## Mini DVD
Can't Be Tamed: Mini DVD foi lançado no dia 21 de Junho de 2010 junto da Deluxe Edition do álbum, exclusivamente na loja Britânica Tesco, no Reino Unido. Ele revela através de seu menu que a versão em Blu-Ray do show será lançada no inverno.
Conteúdo
- Can't Be Tamed - Exclusive Video Commentary
- Fly on the Wall - Live at The O2
- Start All Over - Live at The O2
- Can't Be Tamed - Official Music Video
- Miley  London

## Elenco
- Miley Cyrus

### Participações Especiais
- Trace Cyrus
- Braison Cyrus
- Mitchel Musso
- Noah Cyrus

## Produtores Executivos
- Leticia "Tish" Cyrus
- Jason Morey

### Produtor Executivo
- Simon Pizey

## Dançarinos
- Jennifer Talarico
- Christina Glur
- Ashlee Nino
- Bianca Brewton
- Ryan Novak
- Mike Dizon
- Cory Graves
- Nolan Padilla
- Jabari Odom

## Músicos
- Stacy Jones: Diretor Musical e Baterista
- Vashon Johnson: Baixista
- Jamy Arentzen e Jaco Caraco: Guitarristas
- Mike Schmid: Tecladista
- Carmel Helene e Sara Mann: Backing Vocals

## Curiosidades
- Algumas partes do show foram cortadas do DVD, são elas:

1. A coreografia de Thriller, no final da música Fly on the Wall;
2. O diálogo de will.I.am, no fim de Hoedown Throwdown;
3. O trailer de A Última Música (The Last Song), no fim de When I Look at You.

- Na cena em que Miley mostra o ônibus da turnê, ela canta a música Bad Romance, de Lady GaGa.
- No Reino Unido, a música See You Again foi usada para a divulgação, com o video extraido do DVD.

## Histórico de Lançamento
| País           | Data                | Gravadora         |
| -------------- | ------------------- | ----------------- |
| Alemanha       | 18 de junho de 2010 | Hollywood Records |
| Estados Unidos | 21 de junho de 2010 | Hollywood Records |
| Reino Unido    | 21 de junho de 2010 | Polydor Records   |
| Portugal       | 21 de junho de 2010 | Universal Music   |
| Espanha        | 21 de junho de 2010 | Universal Music   |
| Japão          | 23 de junho de 2010 | Hollywood Records |
| Austrália      | 25 de junho de 2010 | Hollywood Records |
| Brasil         | 2 de julho de 2010  | Universal Music   |